# Chloropicrine
La chloropicrine  est une substance active de produit phytosanitaire (ou produit phytopharmaceutique, ou pesticide), qui présente un effet fongicide. Dérivée du chloroforme, elle appartient à la famille chimique des aliphatiques.
Ce produit, notamment utilisé comme gaz de combat suffocant durant la Première Guerre mondiale est maintenant concerné par la Convention sur l'interdiction des armes chimiques.

## Réglementation
Sur le plan de la réglementation des produits phytopharmaceutiques :
- pour l’Union européenne : cette substance active est en révision en vue de l'inscription  à l’annexe I de la directive 91/414/CEE.
- pour la France : cette substance active est autorisée dans la composition de préparations bénéficiant d’une autorisation de mise sur le marché mais interdit à la vente en 1989.

## Caractéristiques physico-chimiques
Selon le site de la Bibliothèque nationale de médecine des États-Unis, cette substance incombustible prend la forme d'un liquide légèrement huileux, incolore à jaune, avec une forte odeur irritante. Plus dense que l'eau, elle a des vapeurs toxiques qui irritent les yeux, le nez et la gorge.
Les caractéristiques physico-chimiques dont l'ordre de grandeur est indiqué ci-après, influencent les risques de transfert de cette substance active vers les eaux, et le risque de pollution des eaux :
- hydrolyse à pH 7 : stable ;
- solubilité : 1 620 mg·l-1 ;
- coefficient de partage carbone organique-eau : 62 cm3·g-1. Ce paramètre, noté Koc, représente le potentiel de rétention de cette substance active sur la matière organique du sol. La mobilité de la matière active est réduite par son absorption sur les particules du sol ;
- durée de demi-vie : 1 jour. Ce paramètre, noté DT50, représente le potentiel de dégradation de cette substance active, et sa vitesse de dégradation dans le sol ;
- coefficient de partage octanol-eau : 2,09. Ce paramètre, noté log Kow ou log P, mesure l’hydrophilie (valeurs faibles) ou la lipophilie (valeurs fortes) de la substance active.

## Écotoxicologie
Sur le plan de l’écotoxicologie, les concentrations létales 50 (CL50) dont l'ordre de grandeur est indiqué ci-après, sont observées :
- CL50 sur daphnies : 0,91 mg·l-1,

## Utilisation criminelle
Dans l’affaire du meurtre de Katia Lherbier et Géraldine Giraud, retrouvées sans aucune trace de coups ni d’étranglement, l’enquête a conclu à l’utilisation de chloropicrine par le principal suspect qui utilisait ce produit dans le cadre de son métier de garde-chasse.
En février 2024, le général ukrainien Oleksandr Tarnavskyi accuse les forces armées russes d'utilliser la chloropicrine au combat.
Début mai 2024, le département d’Etat américain accuse Moscou d’avoir utilisé la chloropicrine contre les troupes ukrainiennes, en violation du CIAC, signé et ratifié par la Russie.